# Tabanus caucasius
Tabanus caucasius är en tvåvingeart som beskrevs av Krober 1925. Tabanus caucasius ingår i släktet Tabanus och familjen bromsar. Inga underarter finns listade i Catalogue of Life.